# NGC 4559
NGC 4559 ist eine Balken-Spiralgalaxie mit ausgedehnten Sternentstehungsgebieten vom Hubble-Typ SBcd im Sternbild Haar der Berenike am Nordsternhimmel. Sie ist schätzungsweise 37 Millionen Lichtjahre von der Milchstraße entfernt und hat einen Durchmesser von etwa 115.000 Lj. 
Im selben Himmelsareal befinden sich u. a. die Galaxien NGC 4558, NGC 4563, IC 3556.
Das Objekt wurde am 11. April 1785 von dem deutsch-britischen Astronomen Wilhelm Herschel entdeckt.

## HII-Regionen
Max Wolf beobachtete am 23. März 1903 mehrere kleinere HII-Regionen und Sternassoziationen in der Galaxie NGC 4559, die im Index-Katalog verzeichnet worden sind.

## Weitere Aufnahmen

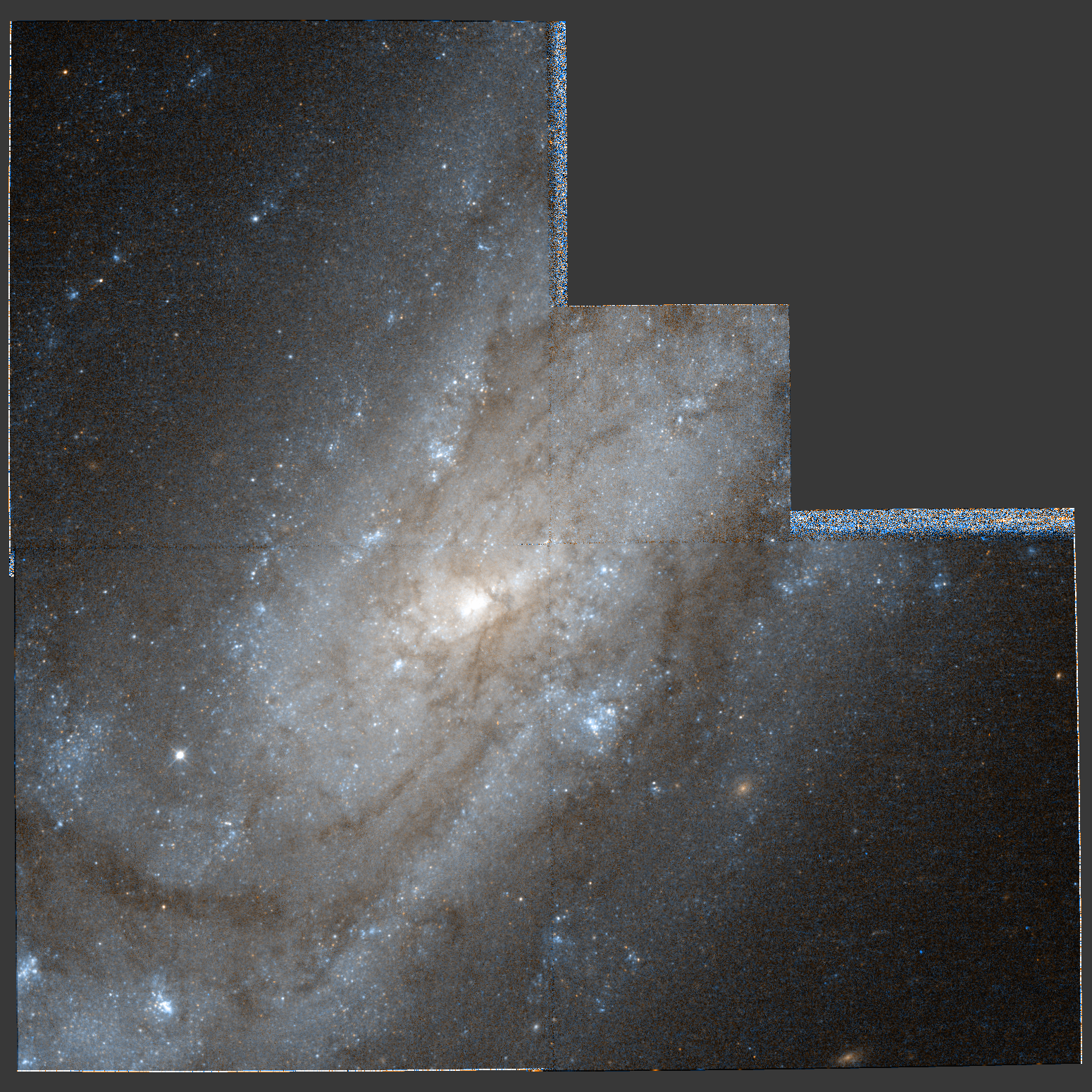
Aufnahme des Hubble-Weltraumteleskops
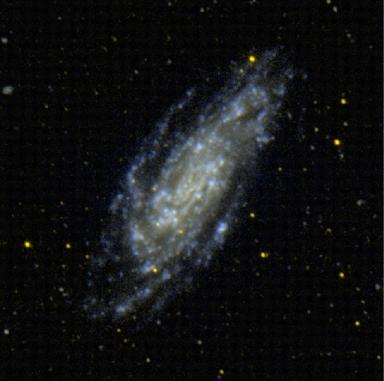
UV-Aufnahme mittels GALEX